# Antônio Pedro da Costa Ferreira
Antônio Pedro da Costa Ferreira, primeiro e único barão de Pindaré, (Alcântara, 26 de dezembro de 1778 — 18 de julho de 1860) foi um advogado e político brasileiro, membro do Partido Liberal.

## Biografia
Era filho do lavrador e político português Ascenço José da Costa Ferreira e de sua mulher Maria Teresa Ribeiro da Costa Ferreira, ambos radicados em Alcântara. Foi enviado por seu pai aos 14 anos para estudar em Portugal, tendo concluído o curso de Direito pela Universidade de Coimbra em 1803. Após isso, retornou ao Maranhão para trabalhar junto ao pai por um breve período.
Foi nomeado fiscal da junta da vila, e depois tornou-se superintendente, permanecendo no cargo até 1821, quando disputou uma cadeira de deputado às Cortes portuguesas, obtendo apenas a suplência.
Entre 1826 e 1829, atuou junto ao seu irmão José Ascenço no Conselho Presidial, representaram os interesses de Alcântara no órgão administrativo provincial. 
Em 1829, tornou-se suplente do Conselho Geral, onde apresentou projetos de lei como a criação de uma biblioteca pública em São Luís (a atual Biblioteca Benedito Leite) e a instituição de escolas públicas na capital e interior.

Tornou-se deputado geral em 1830, tendo sido reeleito para um segundo mandato (1834-1837).

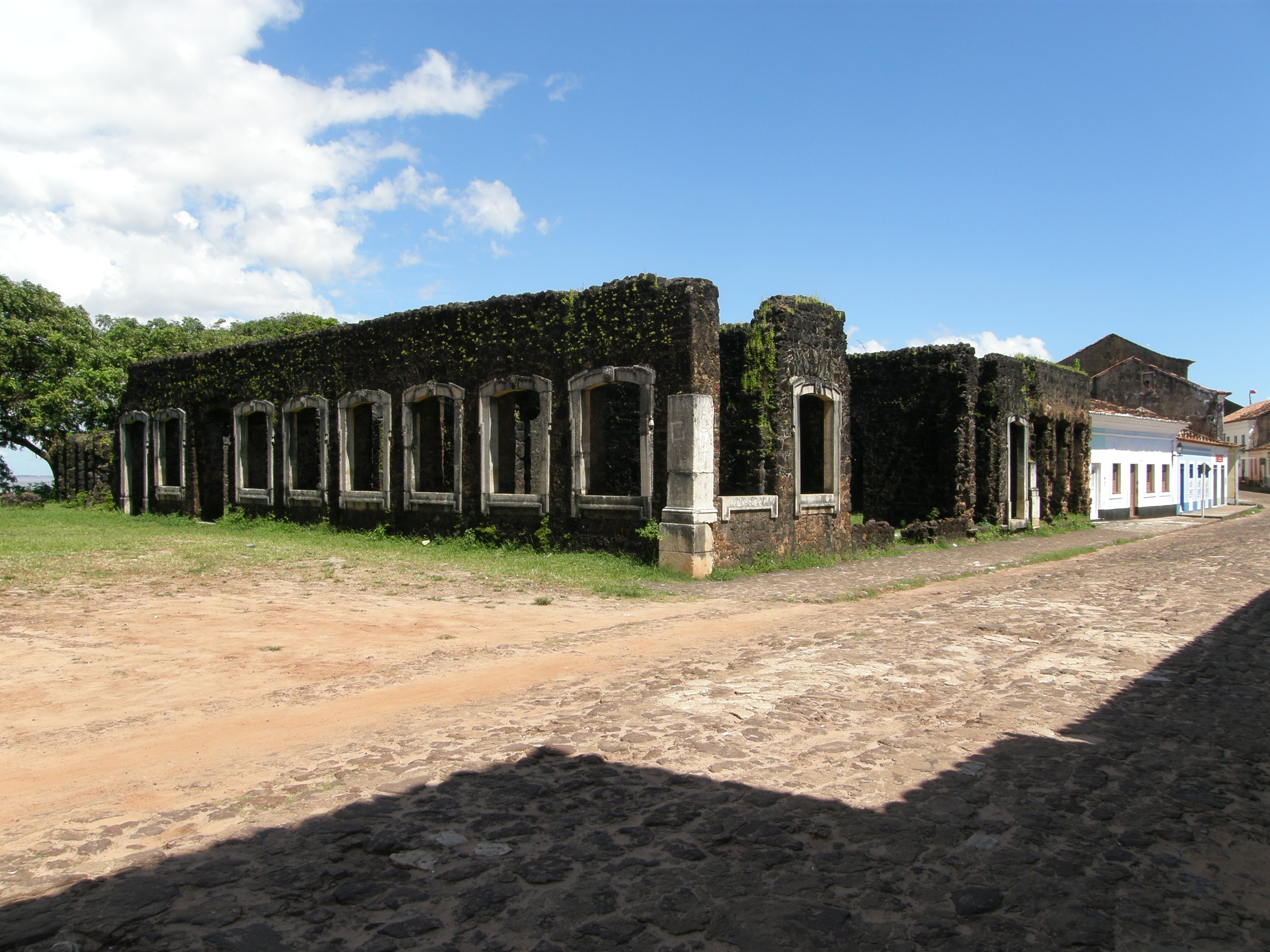
Ruínas do Palacete do Barão de Pindaré, em Alcântara. Ficam localizadas em frente à Igreja do Carmo.

Afastou-se do mandato parlamentar quando foi nomeado para o cargo de presidente da província do Maranhão, no qual esteve entre 21 de janeiro de 1835 e 25 de janeiro de 1837.
Como presidente da província, sancionou as leis para criação da Tesouraria da Província, da Polícia Rural, do corpo de Polícia e a organização da Secretaria do Governo.
O jornalista João Lisboa foi nomeado seu secretário de governo.
Foi eleito senador em 1834, cargo que ocupou somente após deixar a presidência da província, de 1837 até sua morte em 1860.

Recebeu o título de oficial da Imperial Ordem do Cruzeiro em 1841 e, posteriormente, o título de Barão do Pindaré em 1854.